# Cranc blau
El cranc blau (Callinectes sapidus) és una espècie de crustaci decàpode de l'infraordre Brachyura, propi de les costes atlàntiques d'Amèrica, però que s'ha introduït a diverses parts del món, incloent-hi el Delta de l'Ebre, on s'ha expandit ràpidament i afecta la captura de peixos i espècies autòctones.

## Característiques
Presenta cinc parells de potes; el seu cos està cobert per un exoesquelet de color verd fosc. En els mascles, les potes tenen un color gris-blavós, i és aquesta característica la que els ha donat el nom comú de cranc blau. No obstant això, en les femelles les puntes de les potes són de tonalitat vermellós-ataronjat.
La closca de Callinectes sapidus pot créixer fins a una amplada de 23 cm. Es pot distingir d'altres espècies relacionats que viuen a les mateixes zones pel nombre de dents frontals a la seva closca. C. sapidus en té quatre, mentre C. ornatus només en té sis.
Els mascles i les femelles del cranc blau es poden distingir per dimorfisme sexual en la forma de l'abdomen (conegut com el "davantal") i el color de les potes. El abdomen és llarg i estret als mascles però ample i arrodonit a les femelles madures. Les femelles immadures tenen un davantal de forma triangular que es va arrodonint a mesura que creixen.

## Història natural
Habiten en costes tropicals i temperades, en aigües de badies, llacunes costaneres, estuaris i desembocadures dels rius, a una temperatura entre els 18 i 23 °C, i a les platges a profunditats entre 0,40 i 2 metres. Poden viure entre 3 i 8 anys.
Són actius i voraços; la seva dieta es basa en crustacis, peixos, gran varietat de mol·luscs i algues.
Com la resta dels crustacis, són ovípars. Es reprodueixen en aigües properes a les costes a la primavera i estiu. Es calcula que la fecunditat d'una femella de grandària mitjana és de 700.000 a 2 milions d'ous.

## Distribució
És nadiu de la costa occidental del Oceà Atlàntic, de Cap Cod fins a l'Argentina. Als Estats Units, té una importància culinària i econòmica important, sobretot a les costes del Golf de Mèxic i la badia de Chesapeake.
Tot i que el seu hàbitat nadiu era només a les costes atlàntiques d'Amèrica, l'activitat humana ha ampliat substancialment a la seva distribució. S'ha introduït (per aigua de llast) a les costes del Japó i l'Europa, i se n'ha trobat exemplars a la mar Mediterrània, la Mar Negre, la mar Bàltica, i la Mar del Nord. El cranc blau es va observar a aigües europees per primer cop el 1901, a Rochefort, a França. En els últims anys, també s'ha vist al nord de Cap Cod al golf de Maine, que podria significar que la seva distribució nativa s'està expandint a causa del canvi climàtic.

## El cranc blau a Catalunya
A Catalunya, el cranc blau ha envaït el Delta de l'Ebre, on s'ha expandit ràpidament i afecta la captura de peixos i espècies autòctones.
Es desconeix el mecanisme concret pel que va arribar a la Mediterrània occidental, però el més probable és que hi arribés per dispersió larvària a partir de les poblacions assentades a la Mediterrània oriental i central des de fa dècades. Després d’un primer assentament fallit al Mar Menor l’any 2003, l'espècie no es va tornar a trobar fins al 2017 al Delta de l’Ebre, zona on s'hi ha establert completament des d’aquell moment, on va provocar un daltabaix total en la pesqueria artesanal de la zona degut a la seva colonització exponencial dels ecosistemes deltaics. Posteriorment ha anat colonitzant altres zones tant cap al SW com al NE, fins a les llacunes franceses del Golf de Lleó.

## Gastronomia

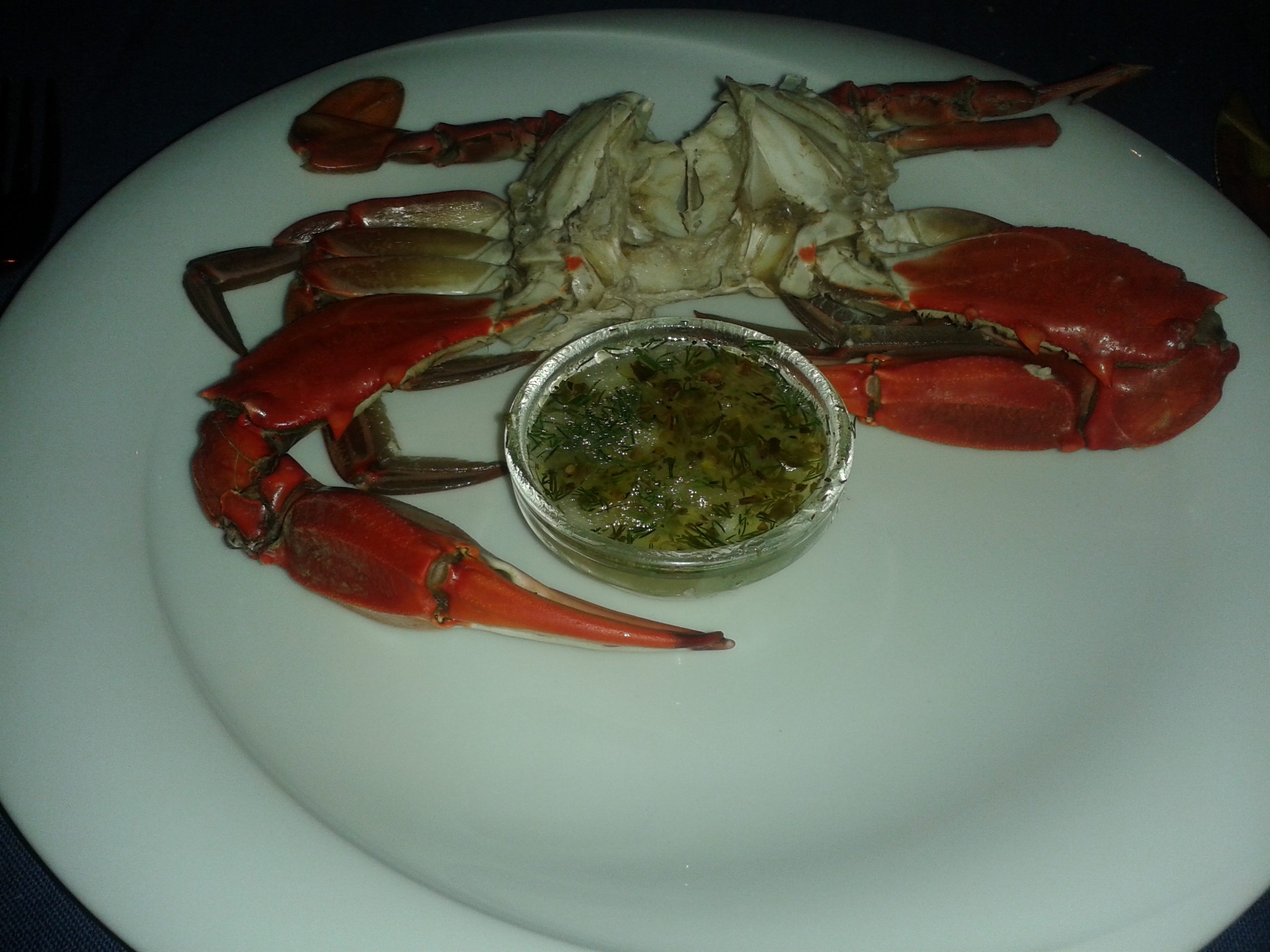
Cranc blau de Dalyan, prop de Muğla

L'estat de Maryland, als Estats Units, ha declarat el C. sapidus el crustaci oficial de l'estat, i el cranc és molt present a la gastronomia de la regió. Es menja en crabcake (un "pastís" fet amb carn picada de cranc), she-crab soup ("sopa de cranc femella"), o, sobretot, cuinat al vapor amb Old Bay.
El cranc blau també és la especialitat del poble Dalyan en el districte de Ortaca de la província de Muğla, a la Regió de l'Egeu, Turquia.